# Area statistica di Russellville

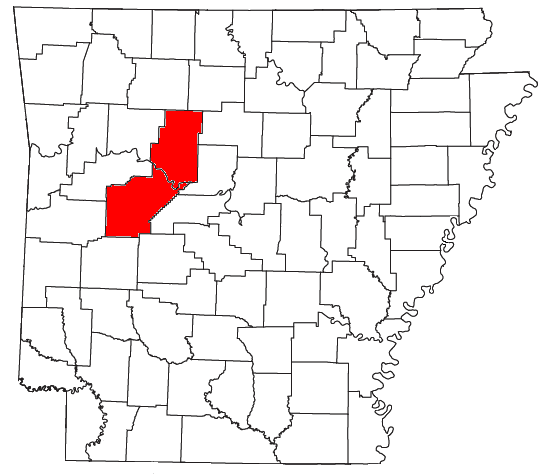
Localizzazione dell'area statistica

L'area metropolitana di Russellville è un'area metropolitana degli Stati Uniti d'America che comprende la città di Russellville nello stato dell'Arkansas, oltre alle zone limitrofe.
L'area metropolitana di Russellville ha una popolazione di 82.710 (stima 2009). L'area metropolitana, come definito dall'Ufficio per la gestione e il bilancio, si compone di due contee, tutte nell'Arkansas. Oltre alla città principale, le contee consistono principalmente di comunità rurali, la maggior parte delle quali hanno una popolazione inferiori ai 1 000 abitanti e di piccole aree urbane con una popolazione di circa 3 000 abitanti.

## Contee
- Contea di Pope
- Contea di Yell

## Città principali
- Russellville (27 920 abitanti)
- Dardanelle (4 228 abitanti)
- Danville (2 409 abitanti)

## Demografia
Al censimento del 2000, risultarono 75,608 abitanti, 28,623  nuclei familiari e 20,822 famiglie residenti nell'area metropolitana. La composizione etnica dell'area è 91.74% bianchi, 2.29% neri o afroamericani, 0.65% nativi americani, 0.65% asiatici, 0.03% isolani del Pacifico, 1.81% di altre razze e 5.04% ispanici e latino-americani.
Il reddito medio di un nucleo familiare è di $30,493 mentre per le famiglie è di $36,232. Gli uomini hanno un reddito medio di $26,543 contro $18,728 delle donne. Il reddito pro capite dell'area è di $15,651.
| Area metropolitana di Russelville Popolazione |                |
| 1990                                          | 64.947         |
| 2000                                          | 75.608         |
| 2009                                          | 82.710 (stima) |